# Кубок світу з тріатлону 2015
Кубок світу з тріатлону в 2015 році складався з восьми окремих турнірів. Їх організатором була Міжнародна федерація тріатлону. Три змагання пройшли на олімпійській дистанції (плавання — 1,5 км, велогонка — 40 км і біг — 10 км), а п'ять — на вдвічі коротшій спринтерській.

## Календар
| Дата         | Місто       | Країна         | Дистанція   |
| ------------ | ----------- | -------------- | ----------- |
| 14 березня   | Мулулаба    | Австралія      | спринт      |
| 22 березня   | Нью-Плімут  | Нова Зеландія  | спринт      |
| 9-10 травня  | Ченду       | КНР            | олімпійська |
| 13-14 червня | Уатулько    | Мексика        | спринт      |
| 8-9 серпня   | Тисауйварош | Угорщина       | спринт      |
| 3-4 жовтня   | Косумель    | Мексика        | спринт      |
| 17-18 жовтня | Аланія      | Туреччина      | олімпійська |
| 24-25 жовтня | Тхонйон     | Південна Корея | олімпійська |

## Результати

### Мулулаба
| Позиція  | Чоловіки         | Чоловіки  | Чоловіки | Жінки                | Жінки     | Жінки   |
| Позиція  | Прізвище         | Країна    | Час      | Прізвище             | Країна    | Час     |
| -------- | ---------------- | --------- | -------- | -------------------- | --------- | ------- |
|          | Давид Осс        | Франція   | 55:22    | Тамара Гомес Гаррідо | Іспанія   | 1:01:42 |
|          | Якоб Бертвістл   | Австралія | 55:24    | Амелія Кретц         | Канада    | 1:01:46 |
|          | Вісенте Ернандес | Іспанія   | 55:31    | Ешлі Джентлі         | Австралія | 1:02:01 |
| Джерело: |                  |           |          |                      |           |         |

### Нью-Плімут
| Позиція  | Чоловіки              | Чоловіки | Чоловіки | Жінки            | Жінки  | Жінки   |
| Позиція  | Прізвище              | Країна   | Час      | Прізвище         | Країна | Час     |
| -------- | --------------------- | -------- | -------- | ---------------- | ------ | ------- |
|          | Річард Мюррей         | ПАР      | 52:38    | Кейтлін Доннер   | США    | 1:00:18 |
|          | Олександр Брюханков   | Росія    | 52:59    | Рене Томлін      | США    | 1:00:20 |
|          | Крістіан Блюмменфельт | Норвегія | 53:02    | Вендула Фрінтова | Чехія  | 1:00:25 |
| Джерело: |                       |          |          |                  |        |         |

### Ченду
| Позиція  | Чоловіки         | Чоловіки    | Чоловіки | Жінки          | Жінки   | Жінки   |
| Позиція  | Прізвище         | Країна      | Час      | Прізвище       | Країна  | Час     |
| -------- | ---------------- | ----------- | -------- | -------------- | ------- | ------- |
|          | Раян Фішер       | Австралія   | 1:46:7   | Рене Томлін    | США     | 1:58:16 |
|          | Ростислав Пєвцов | Азербайджан | 1:46:08  | Аріна Шульгіна | Росія   | 1:58:22 |
|          | Кевін Макдавелл  | США         | 1:46:12  | Ліза Пертерер  | Австрія | 1:58:29 |
| Джерело: |                  |             |          |                |         |         |

### Уатулько
| Позиція  | Чоловіки          | Чоловіки  | Чоловіки | Жінки               | Жінки     | Жінки   |
| Позиція  | Прізвище          | Країна    | Час      | Прізвище            | Країна    | Час     |
| -------- | ----------------- | --------- | -------- | ------------------- | --------- | ------- |
|          | Ірвінг Перес      | Мексика   | 59:29    | Валентина Карвальйо | Чилі      | 1:06:20 |
|          | Максиміліан Швець | Німеччина | 59:29    | Йоланда Аннен       | Швейцарія | 1:06:48 |
|          | Томас Шпрингер    | Австрія   | 59:31    | Кірстен Каспер      | США       | 1:06:59 |
| Джерело: |                   |           |          |                     |           |         |

### Тисауйварош
| Позиція  | Чоловіки        | Чоловіки | Чоловіки | Жінки              | Жінки     | Жінки   |
| Позиція  | Прізвище        | Країна   | Час      | Прізвище           | Країна    | Час     |
| -------- | --------------- | -------- | -------- | ------------------ | --------- | ------- |
|          | Ігор Полянський | Росія    | 54:11    | Фелісіті Шіді-Раян | Австралія | 1:00:54 |
|          | Габор Фальдум   | Угорщина | 54:18    | Одрі Мерле         | Франція   | 1:00:55 |
|          | Андреас Шиллінг | Данія    | 54:24    | Сара Доссена       | Італія    | 1:00:56 |
| Джерело: |                 |          |          |                    |           |         |

### Косумель
| Позиція  | Чоловіки      | Чоловіки | Чоловіки | Жінки         | Жінки      | Жінки |
| Позиція  | Прізвище      | Країна   | Час      | Прізвище      | Країна     | Час   |
| -------- | ------------- | -------- | -------- | ------------- | ---------- | ----- |
|          | Річард Мюррей | ПАР      | 55:03    | Ай Уеда       | Японія     | 59:09 |
|          | Кайл Джонс    | Канада   | 55:14    | Рахель Кламер | Нідерланди | 59:16 |
|          | Габор Фальдум | Угорщина | 55:15    | Ерін Деншем   | Австралія  | 59:25 |
| Джерело: |               |          |          |               |            |       |

### Аланія
| Позиція  | Чоловіки              | Чоловіки   | Чоловіки | Жінки            | Жінки   | Жінки   |
| Позиція  | Прізвище              | Країна     | Час      | Прізвище         | Країна  | Час     |
| -------- | --------------------- | ---------- | -------- | ---------------- | ------- | ------- |
|          | Жуан Перейра          | Португалія | 1:45:10  | Юлія Єлістратова | Україна | 1:59:32 |
|          | Крістіан Блюмменфельт | Норвегія   | 1:45:21  | Саммер Кук       | США     | 1:59:52 |
|          | Кайл Джонс            | Канада     | 1:45:27  | Міріам Касільяс  | Іспанія | 2:00:05 |
| Джерело: |                       |            |          |                  |         |         |

### Тхонйон
| Позиція  | Чоловіки             | Чоловіки        | Чоловіки | Жінки         | Жінки     | Жінки   |
| Позиція  | Прізвище             | Країна          | Час      | Прізвище      | Країна    | Час     |
| -------- | -------------------- | --------------- | -------- | ------------- | --------- | ------- |
|          | Меттью Шарп          | Велика Британія | 1:48:39  | Юка Сато      | Японія    | 2:00:52 |
|          | Давид Кастро Фахардо | Іспанія         | 1:48:50  | Йоланда Аннен | Швейцарія | 2:01:06 |
|          | Кортні Аткінсон      | Австралія       | 1:48:56  | Юко Такахаші  | Японія    | 2:01:15 |
| Джерело: |                      |                 |          |               |           |         |

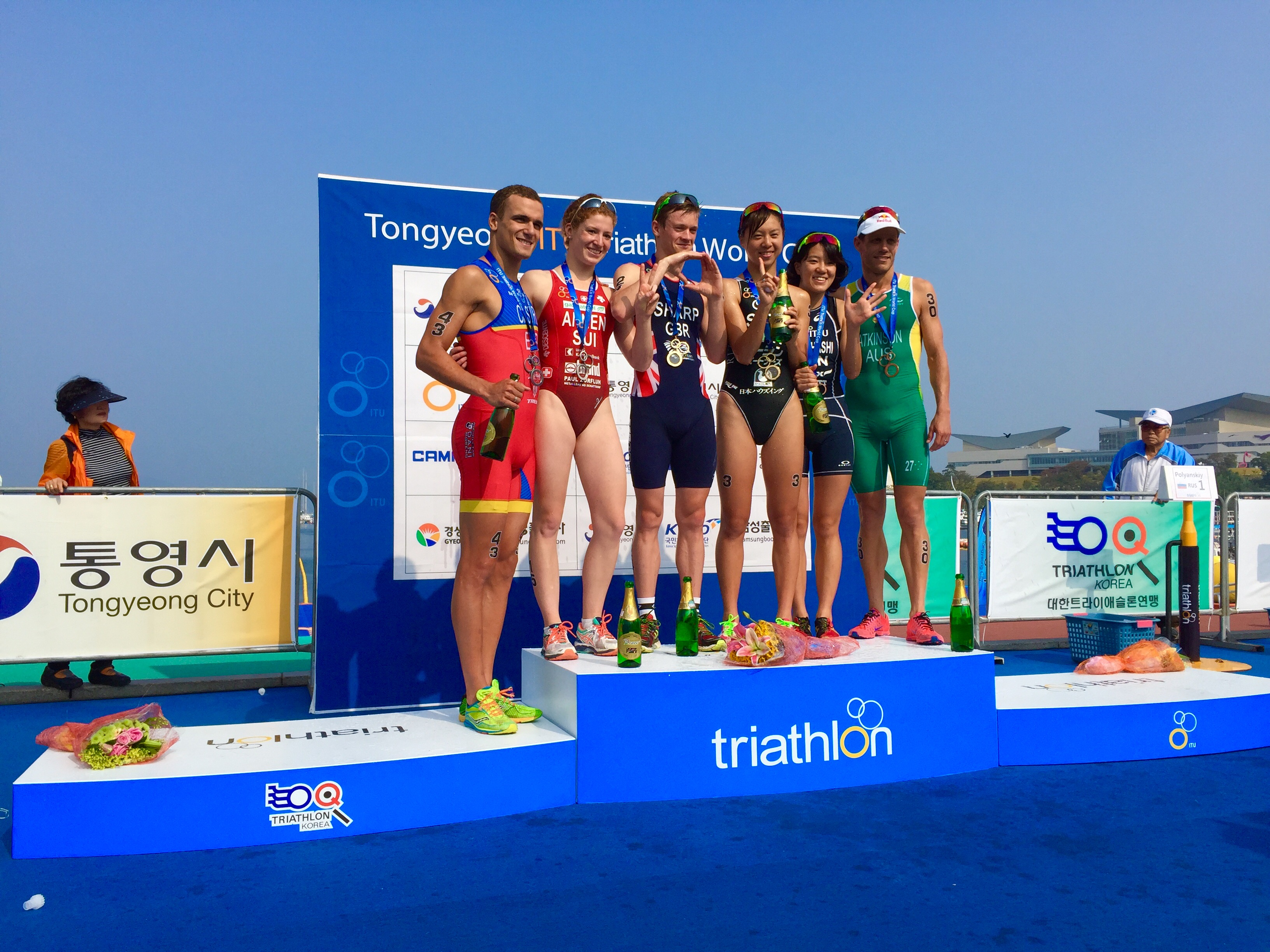
Давид Кастро, Йоланда Аннен, Меттью Шарп, Юка Сато, Юко Такахаші і Кортні Аткінсон.
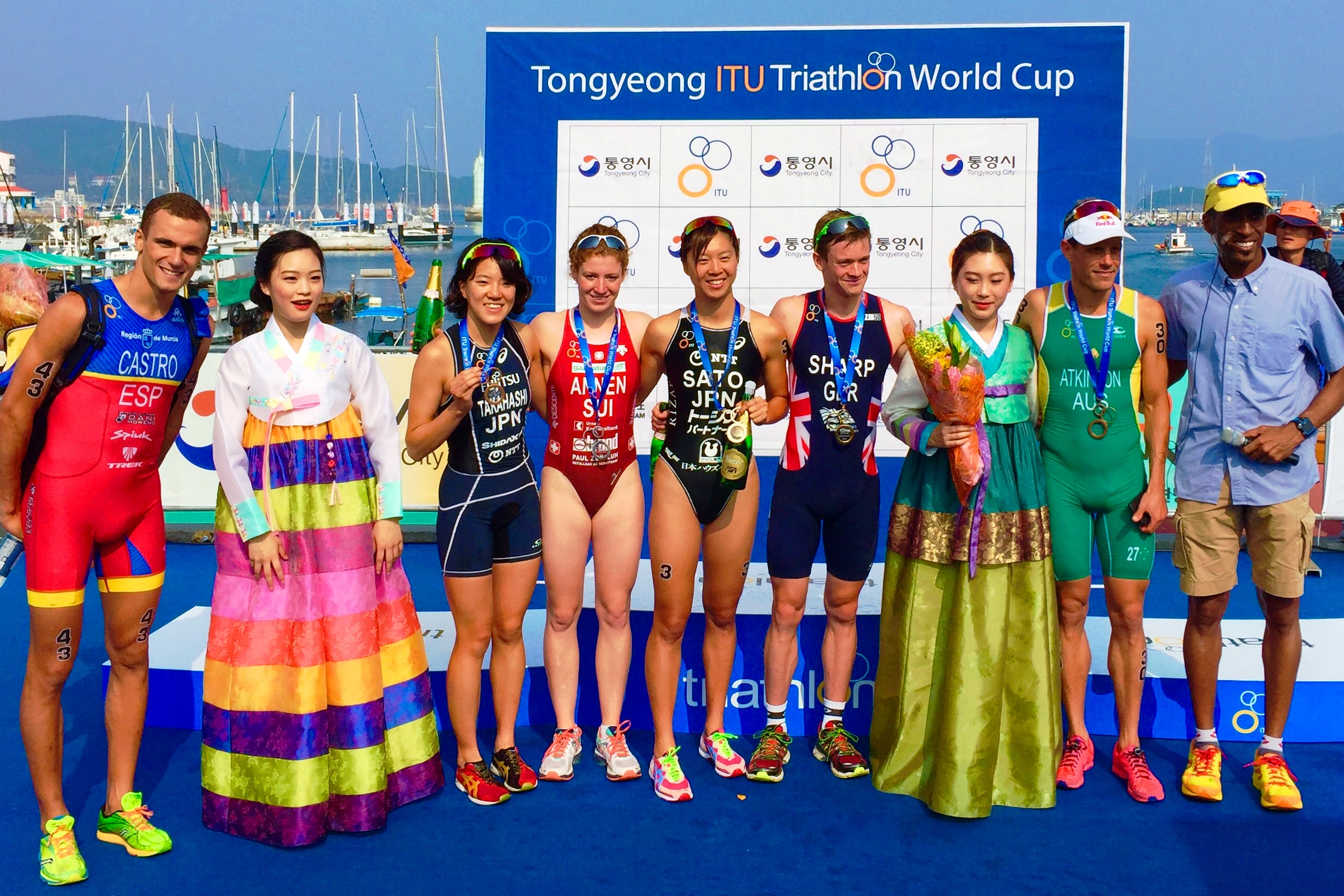
Призери турніру в Південній Кореї (Тхонйон).

## Учасники
Українські тріатлоністи брали участь у шести етапах:
| Місто       | Чоловіки                                        | Жінки                                           |
| ----------- | ----------------------------------------------- | ----------------------------------------------- |
| Ченду       | Данило Сапунов (21) Єгор Мартиненко Іван Іванов | Юлія Єлістратова (5) Олександра Степаненко (45) |
| Уатулько    | Данило Сапунов (26)                             |                                                 |
| Тисауйварош | Данило Сапунов Іван Іванов                      |                                                 |
| Косумель    | Данило Сапунов (38) Єгор Мартиненко (62)        | Юлія Єлістратова (42)                           |
| Аланія      | Данило Сапунов (26) Єгор Мартиненко             | Юлія Єлістратова (1) Анастасія Черненко         |
| Тхонйон     | Данило Сапунов (38)                             | Юлія Єлістратова (13)                           |

## Велика таблиця
За 25 сезонів існування турніру:
| Місце | Країна             | Старий формат | 2009 | 2010 | 2011 | 2012 | 2013 | 2014 | 2015 | Всього |
| ----- | ------------------ | ------------- | ---- | ---- | ---- | ---- | ---- | ---- | ---- | ------ |
| 1     | Австралія          | 141           | 3    | 4    | 3    | 2    | 2    | 2    | 2    | 159    |
| 2     | США                | 54            | 1    | 1    | 4    | 2    | 2    | 2    | 2    | 68     |
| 3     | Канада             | 41            | 2    | 1    | 1    | 3    | 1    |      |      | 49     |
| 4     | Нова Зеландія      | 38            | 1    |      | 4    | 1    |      |      |      | 44     |
| 5     | Велика Британія    | 23            |      | 1    |      | 2    | 2    |      | 1    | 29     |
| 6     | Франція            | 15            |      |      | 3    | 3    | 2    | 2    | 1    | 26     |
| 7     | Португалія         | 20            |      | 1    |      |      |      |      | 1    | 22     |
| 8     | Іспанія            | 15            |      | 1    |      |      | 3    | 2    | 1    | 22     |
| 9     | Німеччина          | 15            |      |      |      |      | 1    |      |      | 16     |
| 10    | Бразилія           | 7             |      | 1    |      |      | 2    |      |      | 10     |
| 11    | Швейцарія          | 4             |      |      |      |      | 3    | 3    |      | 10     |
| 12    | Японія             | 1             | 2    | 2    | 1    |      | 1    | 1    | 2    | 10     |
| 13    | Росія              | 0             | 1    | 2    | 1    | 1    | 1    | 1    | 1    | 8      |
| 14    | Чехія              | 6             |      | 1    |      |      |      |      |      | 7      |
| 15    | Україна            | 5             |      | 1    |      |      |      |      | 1    | 7      |
| 16    | Данія              | 6             |      |      |      |      |      |      |      | 6      |
| 17    | ПАР                | 2             |      |      |      |      |      | 2    | 2    | 6      |
| 18    | Казахстан          | 4             |      |      |      |      |      |      |      | 4      |
| 19    | Аргентина          | 3             |      |      |      |      |      | 1    |      | 4      |
| 20    | Нідерланди         | 2             |      |      |      |      |      | 2    |      | 4      |
| 21    | Мексика            | 1             |      |      |      | 2    |      |      | 1    | 4      |
| 22    | Угорщина           | 2             |      |      |      |      |      | 1    |      | 3      |
| 23    | Чилі               | 0             |      |      | 1    |      |      |      | 2    | 3      |
| 24    | Бельгія            | 2             |      |      |      |      |      |      |      | 2      |
|       | Венесуела          | 2             |      |      |      |      |      |      |      | 2      |
| 26    | Ірландія           | 1             |      |      |      |      |      |      |      | 1      |
|       | Швеція             | 1             |      |      |      |      |      |      |      | 1      |
|       | Бельгія            | 0             |      |      |      | 1    |      |      |      | 1      |
|       | Бермудські Острови | 0             |      |      |      | 1    |      |      |      | 1      |
|       | Польща             | 0             |      |      |      |      |      | 1    |      | 1      |
|       | Всього             | 411           | 10   | 16   | 18   | 18   | 20   | 20   | 16   | 529    |